# Gisingen (Sarre)
Pour les articles homonymes, voir Gisingen.
Gisingen (en Sarrois Géiséngen) est un quartier de la commune de Vaudrevange en Sarre.

## Géographie

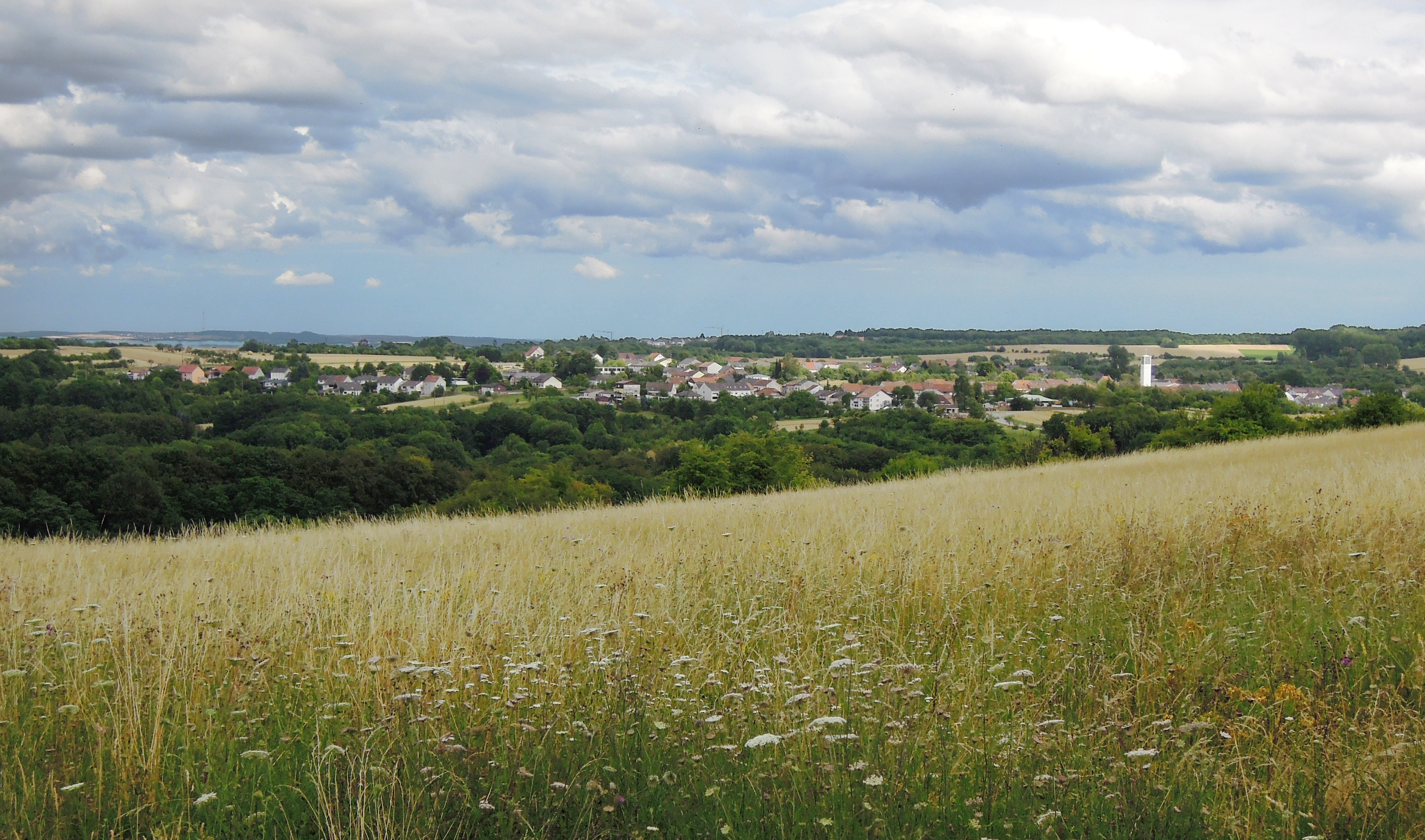
Vue du village.

## Toponymie
Mentionné Guisinga en 1140, Guisengen (sans date), et Guising en 1802. 

Toponymie similaire avec Guising du Pays de Bitche.

## Histoire
Ancienne commune de Moselle sous le nom de Guising, avait 126 habitants en 1802.
Le village voisin de Ramelfang (actuel Rammelfangen), fut réuni à Gisingen par décret du 8 novembre 1810. Puis cette localité fut cédée par la France à la Prusse en 1815. Et enfin devint un quartier de Vaudrevange dans les années 1970.
Matthias Dillinger, grand-père paternel de John Dillinger est né ici.